# Episodi di Robert Montgomery Presents (quarta stagione)
La quarta stagione della serie televisiva Robert Montgomery - Storie antologiche (Robert Montgomery Presents) è andata in onda negli Stati Uniti dal 1º settembre 1952 al 24 agosto 1953 sulla NBC.
In Italia Questa stagione è stata trasmessa su Telecapri News. Dal 23 maggio al 5 giugno 2017 furono trasmessi i primi 13 episodi, dal lunedì al venerdì alle 22:25 con un episodio quotidiano, ma fu prima sospesa a causa dei bassi ascolti e poi sostituita dagli servizi creati da Telecapri News o film. Tra il 3 e l'8 ottobre 2017 gli episodi 14 e 15 sono stati erroneamente trasmessi sullo stesso canale, sempre alle 22:25, per poi essere sospesa di nuovo. Dopo la falsa partenza, gli episodi 14 e 15 furono recuperati, è trasmesso il 22 e 23 dicembre 2017 sempre alle 22:25 sullo stesso canale.
Dal 5 gennaio 2018 l'ora di trasmissione di questa stagione è stata spostata alle 17:40, sempre su Telecapri News per sostituire alcuni servizi e il Rapporto Sport, gli episodi 15-39 andarono in onda dallo stesso giorno al 21 aprile dello stesso anno, quando furono nuovamente sospesi e sostituiti sempre da Rapporto Sport. Il 25 dicembre 2018 la serie è tornata in onda nuovamente sempre su Telecapri News con il 40º episodio andato in onda lo stesso giorno, sempre alle 17:40, mentre gli episodi 41-51 sono stati trasmessi integralmente in formato restaurato, dal 25 febbraio al 14 aprile 2019.
| nº | Titolo originale              | Prima TV USA      |
| -- | ----------------------------- | ----------------- |
| 1  | Unclouded Summer              | 1º settembre 1952 |
| 2  | The Law-Abiding               | 8 settembre 1952  |
| 3  | The Fairfield Lady            | 15 settembre 1952 |
| 4  | There Once Was a Diamond Ring | 22 settembre 1952 |
| 5  | Precinct                      | 29 settembre 1952 |
| 6  | Senora Isobel                 | 6 ottobre 1952    |
| 7  | The Fall Guy                  | 13 ottobre 1952   |
| 8  | Keane vs. Keane               | 20 ottobre 1952   |
| 9  | The Sheffield Story           | 27 ottobre 1952   |
| 10 | The Bench in the Park         | 3 novembre 1952   |
| 11 | The Biarritz Scandal          | 10 novembre 1952  |
| 12 | The Davidian Report           | 17 novembre 1952  |
| 13 | The Valari Special            | 24 novembre 1952  |
| 14 | The Post Road                 | 1º dicembre 1952  |
| 15 | The Inward Eye                | 8 dicembre 1952   |
| 16 | Victory                       | 15 dicembre 1952  |
| 17 | The Christmas Cards           | 22 dicembre 1952  |
| 18 | The Closed Door               | 29 dicembre 1952  |
| 19 | Keep Your Head Up, Mr. Putnam | 5 gennaio 1953    |
| 20 | Ricochet                      | 12 gennaio 1953   |
| 21 | Maggie, Pack Your Bags        | 19 gennaio 1953   |
| 22 | The Outer Limit               | 26 gennaio 1953   |
| 23 | Element of Risk               | 2 febbraio 1953   |
| 24 | The Shadow Line               | 9 febbraio 1953   |
| 25 | The Burtons                   | 16 febbraio 1953  |
| 26 | Dinah, Kip, and Mr. Barlow    | 23 febbraio 1953  |
| 27 | Betrayed                      | 2 marzo 1953      |
| 28 | The Centrifuge                | 9 marzo 1953      |
| 29 | Tomorrow We'll Sing           | 16 marzo 1953     |
| 30 | The Big Night                 | 23 marzo 1953     |
| 31 | Burden of Proof               | 30 marzo 1953     |
| 32 | Second-Hand Sofa              | 6 aprile 1953     |
| 33 | The Glass Cage                | 13 aprile 1953    |
| 34 | World by the Tail             | 20 aprile 1953    |
| 35 | Summer Tempest                | 27 aprile 1953    |
| 36 | Linda                         | 4 maggio 1953     |
| 37 | Appointment in Samarra        | 11 maggio 1953    |
| 38 | The Wind Cannot Read          | 18 maggio 1953    |
| 39 | All Things Glad and Beautiful | 25 maggio 1953    |
| 40 | Storm                         | 1º giugno 1953    |
| 41 | No Head for Moonlight         | 8 giugno 1953     |
| 42 | The Woman Who Hated Children  | 22 giugno 1953    |
| 43 | Half a Kingdom                | 29 giugno 1953    |
| 44 | The Half Millionaire          | 6 luglio 1953     |
| 45 | Two of a Kind                 | 13 luglio 1953    |
| 46 | A Summer Love                 | 20 luglio 1953    |
| 47 | Anne's Story                  | 27 luglio 1953    |
| 48 | Duet for Two Hands            | 3 agosto 1953     |
| 49 | Red Robin Rides Again         | 10 agosto 1953    |
| 50 | Pierce 3098                   | 17 agosto 1953    |
| 51 | Grass Roots                   | 24 agosto 1953    |

## Unclouded Summer
- Diretto da:
- Scritto da:

### Trama
- Interpreti: Robert Montgomery (se stesso  - presentatore), Signe Hasso, Richard Kiley

## The Law-Abiding
- Diretto da:
- Scritto da:

### Trama
- Interpreti: Robert Montgomery (se stesso  - presentatore), Faith Brook, Francis Compton, Kurt Katch, Chester Morris, Bruno Wick

## The Fairfield Lady
- Diretto da:
- Scritto da:

### Trama
- Interpreti: Robert Montgomery (se stesso  - presentatore), Heywood Hale Broun, Donald Buka, June Havoc, Hugh Reilly

## There Once Was a Diamond Ring
- Diretto da:
- Scritto da:

### Trama
- Interpreti: Robert Montgomery (se stesso  - presentatore), Jean Carson, Tamara Daykarhanova, Marcel Hillaire, Robert Pastene, Reinhold Schünzel, Joan Wetmore

## Precinct
- Diretto da:
- Scritto da:

### Trama
- Interpreti: Robert Montgomery (se stesso  - presentatore), Miriam Goldina, Paul Kelly, Cliff Robertson

## Senora Isobel
- Diretto da:
- Scritto da:

### Trama
- Interpreti: Robert Montgomery (se stesso  - presentatore), Constance Bennett, Cameron Prud'Homme, Addison Richards, Edmon Ryan

## The Fall Guy
- Diretto da:
- Scritto da:

### Trama
- Interpreti: Robert Montgomery (se stesso  - presentatore), Jackie Cooper, Geraldine Page

## Keane vs. Keane
- Diretto da:
- Scritto da:

### Trama
- Interpreti: Robert Montgomery (se stesso  - presentatore), Barbara Baxley, James Daly, Wanda Hendrix

## The Sheffield Story
- Diretto da:
- Scritto da:

### Trama
- Interpreti: Robert Montgomery (se stesso  - presentatore), Francis Bethencourt (tenente Keyes), Naomi Campbell (Madge Sheffield), Valerie Cardew (Pamela), Cullen Desmond (The Radio Operator), Irja Jensen (The Baroness), Kurt Katch (capitano Blucher), Martin Kosleck (capitano Krueger), Michael McAloney (capitano Farnsworth), David Niven (Sheffield), Peter Pagan (The Sentry), Hans Heinrich von Twardowski (generale Von Gruber), Frederick Worlock (Sir Oliver)

## The Bench in the Park
- Diretto da:
- Scritto da:

### Trama
- Interpreti: Robert Montgomery (se stesso  - presentatore), Walter Hampden, Margaret Hayes, Henry Jones, Gene Lockhart, Edgar Stehli

## The Biarritz Scandal
- Diretto da:
- Scritto da:

### Trama
- Interpreti: Robert Montgomery (se stesso  - presentatore), Gene Lockhart, June Lockhart

## The Davidian Report
- Diretto da:
- Scritto da:

### Trama
- Interpreti: Robert Montgomery (se stesso  - presentatore), Edward Binns, Maria Riva, Robert Sterling, Nita Talbot, Anatol Winogradoff

## The Valari Special
- Diretto da:
- Scritto da:

### Trama
- Interpreti: Robert Montgomery (se stesso  - presentatore), Ezio Pinza (Tony Valeri), Bruno Wick

## The Post Road
- Diretto da:
- Scritto da:

### Trama
- Interpreti: Robert Montgomery (se stesso  - presentatore), Olive Blakeney, Dorothy Gish, Cliff Norton, Katherine Squire, Vaughn Taylor

## The Inward Eye
- Diretto da:
- Scritto da:

### Trama
- Interpreti: Robert Montgomery (se stesso  - presentatore), Richard Purdy, Jane Wyatt

## Victory
- Diretto da:
- Scritto da:

### Trama
- Interpreti: Robert Montgomery (se stesso  - presentatore), Sidney Blackmer, Anthony Kemble-Cooper, E.A. Krumschmidt, George Mathews, Rex O'Malley, Margaret Phillips, Deems Taylor (se stesso)

## The Christmas Cards
- Diretto da:
- Scritto da:

### Trama
- Interpreti: Robert Montgomery (se stesso  - presentatore), Henry Jones, John Newland, Lydia Reed

## The Closed Door
- Diretto da:
- Scritto da:

### Trama
- Interpreti: Robert Montgomery (se stesso  - presentatore), Boris Aplon, Joan Chandler, Edward F. Cullen, James Gregory, Charlton Heston (Peter Handley), Gerald Milton, Jan Miner, Dennis Patrick, Ed Prentiss, Helen Ray

## Keep Your Head Up, Mr. Putnam
- Diretto da:
- Scritto da:

### Trama
- Interpreti: Robert Montgomery (se stesso  - presentatore), Olive Blakeney, Robert Sterling, Donald Symington

## Ricochet
- Diretto da:
- Scritto da:

### Trama
- Interpreti: Robert Sterling (Guest Host), Patricia Benoit, Dorothy Hart, Edmond O'Brien, Herbert Rudley

## Maggie, Pack Your Bags
- Diretto da:
- Scritto da:

### Trama
- Interpreti: Robert Montgomery (se stesso  - presentatore), Peter Donat, Margaret Hayes (Maggie Frazer), Robert Preston (Jeff Frazer), Joan Wetmore, Roland Winters

## The Outer Limit
- Diretto da:
- Scritto da:

### Trama
- Interpreti: Robert Montgomery (se stesso  - presentatore), Russell Collins, Jackie Cooper (Peter Graves), Robert H. Harris, Hugh Reilly, Howard St. John

## Element of Risk
- Diretto da:
- Scritto da:

### Trama
- Interpreti: Robert Montgomery (se stesso  - presentatore), Brian Aherne, Diana Douglas, Isobel Elsom

## The Shadow Line
- Diretto da:
- Scritto da:

### Trama
- Interpreti: Robert Montgomery (se stesso  - presentatore), Royal Beal, Walter Burke, Skip Homeier (Tom Burton)

## The Burtons
- Diretto da:
- Scritto da:

### Trama
- Interpreti: Robert Montgomery (se stesso  - presentatore), Gene Lockhart, June Lockhart, Kathleen Lockhart

## Dinah, Kip, and Mr. Barlow
- Diretto da:
- Scritto da:

### Trama
- Interpreti: Robert Montgomery (se stesso  - presentatore), Louisa Horton, Jack Lemmon, Diana Lynn, Vaughn Taylor

## Betrayed
- Diretto da:
- Scritto da:

### Trama
- Interpreti: Robert Montgomery (se stesso  - presentatore), Joanne Dru, Richard McMurray, Jane Wyatt

## The Centrifuge
- Diretto da:
- Scritto da:

### Trama
- Interpreti: Robert Montgomery (se stesso  - presentatore), Lisa Ferraday, Jimmy Hanley, Malcolm Keen, Patric Knowles

## Tomorrow We'll Sing
- Diretto da:
- Scritto da:

### Trama
- Interpreti: Robert Montgomery (se stesso  - presentatore), Robert Alda, Teresa Celli

## The Big Night
- Diretto da:
- Scritto da:

### Trama
- Interpreti: Robert Montgomery (se stesso  - presentatore), Katharine Bard, Joan Lorring, Scott McKay, Chester Morris (colonnello Bobo Nolan)

## Burden of Proof
- Diretto da:
- Scritto da:

### Trama
- Interpreti: Robert Montgomery (se stesso  - presentatore), Boris Karloff

## Second-Hand Sofa
- Diretto da:
- Scritto da:

### Trama
- Interpreti: Robert Montgomery (se stesso  - presentatore), Leslie Nielsen (Gates Holden), Nelson Olmsted, Beverly Roberts, Ann Rutherford (Lacy Holden)

## The Glass Cage
- Diretto da:
- Scritto da:

### Trama
- Interpreti: Robert Montgomery (se stesso  - presentatore), Lee Bowman, Marilyn Erskine

## World by the Tail
- Diretto da:
- Scritto da:

### Trama
- Interpreti: Robert Montgomery (se stesso  - presentatore), Phyllis Kirk, Diana Lynn, Roger Moore (French Diplomat), Hildy Parks (French Diplomat), Robert Shackleton, Morton Stevens

## Summer Tempest
- Diretto da:
- Scritto da:

### Trama
- Interpreti: Robert Montgomery (se stesso  - presentatore), Geraldine Fitzgerald

## Linda
- Diretto da:
- Scritto da:

### Trama
- Interpreti: Robert Montgomery (se stesso  - presentatore), Carl Frank, John Newland, Maria Riva, Natalie Schafer

## Appointment in Samarra
- Diretto da:
- Scritto da:

### Trama
- Interpreti: Robert Montgomery (se stesso  - presentatore), Edward Binns, Richard Carlson, Jack Harvey, Margaret Hayes, William Post Jr.

## The Wind Cannot Read
- Diretto da:
- Scritto da:

### Trama
- Interpreti: Robert Montgomery (se stesso  - presentatore), Betty Bendyke, Felix Deebank, Geoffrey Lumb, Roger Moore, Guy Spaull, Donald Woods

## All Things Glad and Beautiful
- Diretto da:
- Scritto da:

### Trama
- Interpreti: Robert Montgomery (se stesso  - presentatore), Fay Bainter, Marshall Thompson

## Storm
- Diretto da:
- Scritto da:

### Trama
- Interpreti: Robert Montgomery (se stesso  - presentatore), Anna Berger, Jim Boles, Bill Daniels, Ralph Dunn, Charles Eggleston, Harry Eno, Don Grusso, Addison Richards, Elizabeth Ross, Harry Sheppard, Jean Stapleton, Kay Strozzi, Frank M. Thomas

## No Head for Moonlight
- Diretto da:
- Scritto da:

### Trama
- Interpreti: Robert Montgomery (se stesso  - presentatore), Dennis O'Keefe, Mary Sinclair

## The Woman Who Hated Children
- Diretto da:
- Scritto da:

### Trama
- Interpreti: Robert Montgomery (se stesso  - presentatore), Leora Dana, Andrew Duggan, Sally Gracie, Jeffrey Lynn, Kent Smith, Maxine Stuart, Clifford Tatum Jr.

## Half a Kingdom
- Diretto da:
- Scritto da:

### Trama
- Interpreti: Robert Montgomery (se stesso  - presentatore), Wendell Corey, Abby Lewis, Lynn Loring, Lillian Schaaf

## The Half Millionaire
- Diretto da:
- Scritto da:

### Trama
- Interpreti: Robert Montgomery (se stesso  - presentatore), Margaret Hayes, Elizabeth Montgomery, John Newland, Vaughn Taylor

## Two of a Kind
- Diretto da:
- Scritto da:

### Trama
- Interpreti: Robert Montgomery (se stesso  - presentatore), Margaret Hayes, Elizabeth Montgomery, John Newland, Nita Talbot, Vaughn Taylor

## A Summer Love
- Diretto da:
- Scritto da:

### Trama
- Interpreti: Robert Montgomery (se stesso  - presentatore), Melville Cooper, Margaret Hayes, Elizabeth Montgomery, Gregory Morton, John Newland, Vaughn Taylor, Marshall Thompson

## Anne's Story
- Diretto da:
- Scritto da:

### Trama
- Interpreti: Robert Montgomery (se stesso  - presentatore), Ann Dere, Dorothy Donahue, Margaret Hayes, Elizabeth Montgomery, John Newland, Judy Parrish, Vaughn Taylor

## Duet for Two Hands
- Diretto da:
- Scritto da:

### Trama
- Interpreti: Robert Montgomery (se stesso  - presentatore), Margaret Hayes, Elizabeth Montgomery, John Newland (Stephen), Vaughn Taylor (Edward)

## Red Robin Rides Again
- Diretto da:
- Scritto da:

### Trama
- Interpreti: Robert Montgomery (se stesso  - presentatore), Margaret Hayes, Elizabeth Montgomery, John Newland, Edgar Stehli, Vaughn Taylor, Marshall Thompson, Evelyn Varden

## Pierce 3098
- Diretto da:
- Scritto da:

### Trama
- Interpreti: Robert Montgomery (se stesso  - presentatore), Vera Allen, Florenz Ames, Len Doyle, Margaret Hayes (Alice Newcombe), Don Knotts, Elizabeth Montgomery, John Newland (Harold Newcombe), Thelma Pelish, Vaughn Taylor

## Grass Roots
- Diretto da:
- Scritto da:

### Trama
- Interpreti: Robert Montgomery (se stesso  - presentatore), Margaret Hayes, Stuart MacIntosh, Elizabeth Montgomery, John Newland, Lilia Skala, Howard Smith, Vaughn Taylor